# Harris
Harris je priimek več oseb:
- Charles Edwin Laurence Harris, britanski general
- Lawrence Anstie Harris, britanski general
- Frederick Harris, britanski general